# Нойгарлінгерзіль
Нойгарлінгерзіль (нім. Neuharlingersiel) — громада в Німеччині, розташована в землі Нижня Саксонія, вздовж узбережжя Північного моря. Входить до складу району Віттмунд. Складова частина об'єднання громад Езенс.
Площа — 24,55 км2. Населення становить 1025 ос. (станом на 31 грудня 2021).